# Cine Capitol
El Cine Capitol és una sala de cinemes situada en la Gran Via (núm. 41) de Madrid. És situat a l'edifici Carrión (denominat a vegades edifici Capitol) dissenyat i construït pels arquitectes Luis Martínez-Feduchi i Vicente Eced y Eced (1902-1978). Es va inaugurar el 2 de desembre de 1933. Pertany a l'empresa Cinesa - Wanda Group.

## Història
Quan els arquitectes Luis Martínez-Feduchi i Vicente Eced y Eced reben l'encàrrec, via concurso municipal, de dissenyar i edificar el que serà Edifici Carrión situat en la pròxima plaça de Callao. Pretenen des dels seus començaments construir un edifici multifuncional. Un dels seus reservats seria el Cinema Capitol, inaugurat a la fi de 1933. La inauguració es va celebrar amb un discurs de Víctor de la Serna, director d'Informaciones.
En el seu interior destacaven els elements de marbre. En l'exterior es combinen en l'entrada els marbres, el granit polit, la pedra blava de Múrcia. Durant la Guerra Civil es distribueixen pel·lícules soviètiques, la primera pel·lícula russa distribuïda per Film Popular va ser Els mariners de Kronstadt (1936) del director rus Iefim Dzigan, que va ser estrenada a les sales del cinema Capitol el 18 d'octubre de 1936.
Actualment pertany a la xarxa de sales de cinema Cinesa la xarxa del qual de cinemes la va adquirir al juliol 2016 Wanda Group.